# Dravce
Dravce este o comună slovacă, aflată în districtul Levoča din regiunea Prešov. Localitatea se află la altitudinea de 650 m deasupra n.m., se întinde pe o suprafață de 13,04 km2 și în 2017 număra 820 de locuitori.

## Istoric
Localitatea Dravce este atestată documentar din 1263.

## Demografie
| An:                | 1994 | 2004   | 2014   | 2024   |
| ------------------ | ---- | ------ | ------ | ------ |
| Număr de persoane: | 734  | 777    | 809    | 844    |
| Diferență:         |      | +5,85% | +4,11% | +4,32% |

| An:                | 2023 | 2024   |
| ------------------ | ---- | ------ |
| Număr de persoane: | 841  | 844    |
| Diferență:         |      | +0,35% |